# Marthe van Erk
Marthe van Erk (Zundert, 11 januari 1996) is een Nederlands voetbalspeelster.
Van Erk speelde in de jeugd van VV Zundert. Via CTO Eindhoven ging ze bij ADO Den Haag in de Eredivisie Vrouwen spelen.
In de zomer van 2018 ging Van Erk van ADO Den Haag naar Excelsior Barendrecht, om daar een vaste basisplek te kunnen krijgen.

## Statistieken
| Seizoen | Club                  | Land      | Competitie | Wedstrijden | Doelpunten |
| ------- | --------------------- | --------- | ---------- | ----------- | ---------- |
| 2013/14 | PSV                   | Nederland | Eredivisie | 0           | 0          |
| 2015/16 | ADO Den Haag          | Nederland | Eredivisie | 8           | 0          |
| 2016/17 | ADO Den Haag          | Nederland | Eredivisie | 15          | 5          |
| 2017/18 | ADO Den Haag          | Nederland | Eredivisie | 15          | 4          |
| 2018/19 | Excelsior Barendrecht | Nederland | Eredivisie | 25          | 1          |
| 2019/20 | Excelsior Barendrecht | Nederland | Eredivisie | 7           | 0          |
| 2020/21 | Excelsior             | Nederland | Eredivisie |             | –          |
| Totaal  | Totaal                | Totaal    | Totaal     | 70          | 10         |

Laatste update: augustus 2020

## Interlands
Op 15 maart 2010 speelde Van Erk haar eerste wedstrijd voor Oranje O15